# 邪马台国
邪馬臺國，又稱邪马壹国、邪摩堆、夜麻登及耶麻騰，是《三國志》的《魏志·烏丸鮮卑東夷傳》中〈倭人〉条（通稱《魏志倭人傳》）記載的由倭女王统治的國家。《魏志》記載，公元2世紀末日本的小国林立，邪馬臺國是其中勢力最為龐大的国家。女王卑弥呼統率周圍的奴國和伊都國等許多部落，多次向魏國朝貢。女王死後，統治力量為之動搖，後立同族的臺與為王，力圖復興。當時的社會由王、大人、下户、生口、奴婢等各种身分構成。王有主管祭祀的女王和負責政治、軍事的男王，共同进行统治，由大人协助。下户受王和大人的支配。
關於邪馬臺國的所在地，傳統上有畿內與九州兩種說法，但因史料限制，尚無定論。2010年琉球大學名譽教授、海底遺跡研究會理事長木村政昭又提出琉球說。
中國語言学家鄭張尚芳認為「邪馬臺」是日語（日语： Yamato ?）的音譯，按照這種說法，邪馬臺國很有可能就是後世大和王權的前身。
魏志記載中的邪馬臺國已經存在著較為成熟的政府體制，如掌管市場的官員名為大倭，掌管外交的官員名為大夫，並有著類似於中原刺史的一大率監督诸国。
《後漢書·倭傳》載“桓靈間，倭國大亂，更相攻伐，歷年無主，有一女子名曰卑彌呼……於是共立為王。”

## 位置及所轄區域
帶方郡与伽耶在其西北，除狗奴国外，当时日本列岛的大部分小国受其管理（對海国、一支国、末卢国、伊都国、奴国、不彌国、投馬国、斯馬国、百支国、伊邪国、都支国、彌奴国、好古都国、不呼国、姐奴国、對蘇国、蘇奴国、呼邑国、華奴蘇奴国、鬼国、為吾国、鬼奴国、邪馬国、躬臣国、巴利国、支惟国、烏奴国等）。
倭人在帶方東南大海之中 依山島為國邑 舊百餘國 漢時有朝見者 今使譯所通三十國
 
從郡至倭 循海岸水行 歷韓國 乍南乍東到 其北岸狗邪韓國七千餘里
始度一海千餘里 至對海國 其大官曰卑狗副曰卑奴毋離所 居絕島方可四百餘里 土地山險多深林 道路如禽鹿徑 有千餘戶 無良田食海物自活 乘船南北市糴
又南渡一海千餘里 名曰瀚海 至一大國 官亦曰卑狗副曰卑奴毋離 方可三百里 多竹木叢林 有三千許家 差有田地 耕田猶不足食亦南北市糴
又渡一海千餘里 至末盧國 有四千餘戶 濱山海居 草木茂盛行不見前 人好捕魚鰒 水無深淺皆沈没取之
東南陸行五百里 到伊都國 官曰爾支副曰泄謨觚柄渠觚 有千餘戸 世有王 皆統屬女王國 郡使往來常所駐
東南至奴國百里 官曰兕馬觚副曰卑奴毋離 有二萬餘戶
東行至不彌國百里 官曰多模副曰卑奴毋離 有千餘家 
南至投馬國水行二十日 官曰彌彌副曰彌彌那利 可五萬餘戶
南至邪馬壹國 女王之所都 水行十日陸行一月 官有伊支馬次曰彌馬升次曰彌馬獲支次曰奴佳鞮 可七萬餘戸
自女王國以北 其戶數道里可得略載 其餘旁國遠絕 不可得詳
次有斯馬國次有巳百支國次有伊邪國次有都支國次有彌奴國次有好古都國次有不呼國次有姐奴國次有對蘇國次有蘇奴國次有呼邑國次有華奴蘇奴國次有鬼國次有爲吾國次有鬼奴國次有邪馬國次有躬臣國次有巴利國次有支惟國次有烏奴國次有奴國 此女王境界所盡
其南有狗奴國 男子爲王 其官有狗古智卑狗 不屬女王
自郡至女王國 萬二千餘里

 — 陳壽， 三國志·魏志·倭人傳

## 行政
「官有伊支馬，次曰彌馬昇，次曰彌馬獲支，次曰奴佳鞮」。

## 外交
由大夫負責，在景初三年，大使難升米，次使都市牛利至帶方郡，後至洛陽，魏明帝封她親魏倭王，得大量回賜。247年再出使，求魏幫助對抗狗奴國。

## 風俗習慣
《三國志·魏志·倭人傳》記載“種禾稻……”、“人性嗜酒”，他們與百越一樣穿貫頭衣、紋身、光腳。一夫多妻制，大人四五婦，下戶二三妇。全国有大人、下戶、生口、奴婢四等。他们出海时找一个人像辦喪事一样斋戒祈祷名為持衰。如行程順利送他奴隸財物，不順則殺之。

## 相關爭論

### “邪馬台国”的讀音
邪馬台国（日语：／ Yamatai Koku），与邪馬台的發音十分相近。邪馬台，漢語拼音作“yémǎtái”，注音作“ㄧㄝˊㄇㄚˇㄊㄞˊ”，上古漢語擬音（白一平-沙加爾系統）為[ɢa mˁraʔ lˁə]。公元600年到759年之間的《萬葉集》把Yamato寫作“山”（yama）和“門”（tö）。Yamato的名稱起源可能和奈良的地形有關。
而倭（日语：／ Wa）發音則接近和。

### “邪馬台國”與“邪馬壹國”
邪馬台國在現存的《三國志》版本中被記作“邪馬壹國”。雖然《三國志》成書於晉代，但現存最古老的刊本是宋代的紹興本（紹興年間，即1131年—1162年刻版）和紹熙本（紹熙年間，即1190年—1194年刻版）。然而在《三國志》之後，成書於5世紀的《後漢書》記作“邪馬臺國”，成書於7世紀的《梁書》記作“祁馬臺國”，成書於7世紀的《隋書》記載倭國“都於邪靡堆 則魏志所謂邪馬臺者也”，成書於唐代的《北史》四夷傳記載“居于邪摩堆 則魏志所謂邪馬臺者也”。以上幾種史書都引用自比現存的《三國志》刊本更古老的寫本。因此現今學界多以“邪馬台國”為正確寫法，並認為“邪馬壹國”的表記來自於傳抄過程中把“臺”誤寫作“壹”的失誤，或有避諱一說。

### 位置
目前，邪馬台國的正確位置依然眾說紛紜，而較有力的說法是「九州」與「畿內」兩者。

#### 畿內說
由於倭朝廷的主要據點為畿內，而邪馬台國與倭朝廷的時代也不過相差一世紀左右。假設邪馬台國位於畿內，那麼便可推斷倭朝廷是由邪馬台國所直接發展而成。支持者認為奈良盆地一帶的古墳、纒向遺跡等考古發現，與文獻記載相符，是畿內說的有力證據。

#### 九州說
據目前的日本考古結果顯示，九州鐵製品出土量壓倒性的為全國之冠，這顯示了位於九州的邪馬台國擁有大量的鐵製武器，以強大的武力做為後盾，才得以統領諸國。但在卑彌呼死後，日本陷入了內亂，其中位於南方的狗奴國，是邪馬台國最大的威脅，甚至逼得邪馬台國派使節到中國希望魏國幫助其平亂。该说法认为，位于九州的邪马台国可能在四世纪灭亡，随后由畿內的倭国统一了日本。

#### 邪马台国东迁说
该学说综合了“畿內說”和“九州说”。在卑彌呼死後一世紀的近畿四世紀奈良古蹟中，鐵製品大量的出土，鐵製品的中心從九州轉變成了近畿。三世纪时期的九州有铜镜文化，而本州畿內则有铜铎文化。至四世纪古坟文化兴起，畿內铜铎文化消亡。這表示了位於九州的邪馬台國在內亂發生之後可能有將首都向東遷移的情況。而在日本的傳說中，也有神武天皇東征神話的記載，這樣就得以解釋承接邪馬台國而興起的倭政權位於奈良的原因。

#### 琉球說
此說《魏志倭人傳》記載邪馬台的位置、風土等與琉球相似，而沖繩本島各間切的名稱又與邪馬台國地名發音相近，且在琉球出土的一些文物亦與《魏志倭人傳》相符，並推斷北谷海底遺跡為卑彌呼之城堡，與那國島海底地形則是補給地。

## 當代流行文化
- 2013年遊戲《古墓奇兵》及2018年電影《古墓奇兵：源起之戰》中故事背景即設定在邪馬台國。
- 遊戲《fate/grand order 》嘮嘮叨叨邪馬臺國2022
- 游戏《轩辕剑外传•云之遥》中角色久悠被设定为邪马台国来魏之使者